# العلاقات الأسترالية اللبنانية
العلاقات الأسترالية اللبنانية هي العلاقات الثنائية التي تجمع بين أستراليا ولبنان.

## مقارنة بين البلدين
هذه مقارنة عامة ومرجعية للدولتين:
| وجه المقارنة                                              | أستراليا                                   | لبنان                                                                |
| --------------------------------------------------------- | ------------------------------------------ | -------------------------------------------------------------------- |
| المساحة (كم2)                                             | 7.69 مليون                                 | 10.45 ألف                                                            |
| عدد السكان (نسمة)                                         | 24.51 مليون                                | 6.10 مليون                                                           |
| الكثافة السكانية (ن./كم²)                                 | 3.19                                       | 583.73                                                               |
| العاصمة                                                   | كانبرا، ملبورن                             | بيروت                                                                |
| اللغة الرسمية                                             | لغة إنجليزية                               | اللغة العربية، لغة فرنسية                                            |
| العملة                                                    | دولار أسترالي، جنيه إسترليني، جنيه أسترالي | ليرة لبنانية                                                         |
| الناتج المحلي الإجمالي (بليون دولار)                      | 1.32 تريليون                               | 51.84 مليار                                                          |
| الناتج المحلي الإجمالي (تعادل القوة الشرائية) بليون دولار | 1.10 تريليون                               | 81.54 مليار                                                          |
| الناتج المحلي الإجمالي الاسمي للفرد دولار أمريكي          | 56.31 ألف                                  | 8.05 ألف                                                             |
| الناتج المحلي الإجمالي للفرد دولار أمريكي                 | 45.92 ألف                                  | 17.46 ألف                                                            |
| مؤشر التنمية البشرية                                      | 0.939                                      | 0.769                                                                |
| رمز المكالمات الدولي                                      | +61                                        | +961                                                                 |
| رمز الإنترنت                                              | .au                                        | .lb                                                                  |
| المنطقة الزمنية                                           |                                            | ت ع م+02:00، ت ع م+03:00، توقيت شرق أوروبا، توقيت شرق أوروبا الصيفي ‏ |

## منظمات دولية مشتركة
يشترك البلدان في عضوية مجموعة من المنظمات الدولية، منها:
| علم المنظمة | اسم المنظمة                               | تاريخ انضمام أستراليا | تاريخ انضمام لبنان |
| ----------- | ----------------------------------------- | --------------------- | ------------------ |
|             | يونسكو                                    | 4 نوفمبر 1946         | 4 نوفمبر 1946      |
|             | مؤسسة التمويل الدولية                     | 20 يوليو 1956         | 28 ديسمبر 1956     |
|             | المركز الدولي لتسوية المنازعات الاستشارية | 1 يونيو 1991          | 25 أبريل 2003      |
|             | منظمة حظر الأسلحة الكيميائية              | ?                     | ?                  |
|             | مؤسسة التنمية الدولية                     | 24 سبتمبر 1960        | 10 أبريل 1962      |
|             | وكالة ضمان الاستثمار متعدد الأطراف        | 10 فبراير 1999        | 19 أكتوبر 1994     |
|             | الاتحاد البريدي العالمي                   | ?                     | ?                  |
|             | منظمة الشرطة الجنائية الدولية             | ?                     | ?                  |
|             | الأمم المتحدة                             | 1 نوفمبر 1945         | 24 أكتوبر 1945     |
|             | الاتحاد الدولي للاتصالات                  | 27 مايو 1878          | 12 يناير 1924      |
|             | البنك الدولي للإنشاء والتعمير             | 5 أغسطس 1947          | 14 أبريل 1947      |

## أعلام
هذه قائمة لبعض الشخصيات التي تربطها علاقات بالبلدين:
- أحمد الريش (لاعب كرة قدم، 30 مايو 1981 – )
- أندرو نبوط (لاعب كرة قدم أسترالي، 17 ديسمبر 1992[26] – )
- إيدي سكارف (3 نوفمبر 1908 – 7 يناير 1980)
- بيلي ديب (ملاكم أسترالي، 17 أغسطس 1982 – )
- ترايسي شمعون (كاتبة لبنانية، 1962 – )
- جو هاشم (لاعب بوكر أسترالي، 11 مارس 1966 – )
- دوريس يونان (ممثلة أسترالية، 25 فبراير 1963[27] – )
- صابرينا حسامي (3 يوليو 1986 – )
- عباس سعد (لاعب كرة قدم أسترالي، 1 ديسمبر 1967 – )
- فايدي (كاتب أغاني أسترالي، 2 فبراير 1987 – )
- فراس ديراني (ممثل أسترالي، 29 أبريل 1984 – )
- ماثيو أبود (سباح أسترالي، 28 يونيو 1986 – )
- ماري بشير (سياسية أسترالية، 1 ديسمبر 1930 – )
- مايكل شيخا (لاعب رغبي أسترالي، 4 مارس 1967 – )
- وديع سعادة (شخصية لبنانية، 3 يوليو 1948 – )

## وصلات خارجية
- موقع وزارة الخارجية الأسترالية